# Eric Temple Bell
Pour les articles homonymes, voir Eric Bell (homonymie).
Eric Temple Bell, né le 7 février 1883 et mort le 21 décembre 1960, est un mathématicien et écrivain, notamment de science-fiction. Né à Peterhead en Écosse, Bell a passé presque toute sa vie aux États-Unis et est mort à Watsonville en Californie. Ses œuvres de fiction sont parues sous le pseudonyme de John Taine.

## Biographie
En 1884 (il a 15 mois), la famille va s'établir à San José (Californie) ; elle retourne à Bedford en Angleterre après la mort du père en 1896. Bell étudie à la Bedford Modern School, où Edward Mann Langley l'encourage à mettre en valeur ses talents en mathématiques.
En 1902 Bell retourne aux États-Unis. Il étudie à l'université Stanford et à l'université Columbia (où il est élève de Cassius Jackson Keyser), puis à l'université de Washington ; enfin au California Institute of Technology.
Il est ensuite professeur lui-même, à l'université de Washington puis au California Institute of Technology. Parmi ses élèves : Frank Nelson Cole, Cassius Jackson Keyser, Morgan Ward (en) et Alfred Clifford. Howard Percy Robertson a bénéficié de ses conseils.
Il meurt le 21 décembre 1960.

## Contributions

### Mathématiques
Les recherches de Bell portent sur la théorie des nombres, en particulier ce qu'on appelle aujourd'hui les séries de Bell. Il a essayé, sans succès, de donner une rigueur logique au traditionnel calcul ombral (à l'époque connu sous le nom de « méthode symbolique » de Blissard (en)). Il travaille aussi beaucoup sur les fonctions génératrices, traitées comme des séries entières, sans se soucier de leur convergence. Il est à l'origine des polynômes de Bell et des nombres de Bell ({\displaystyle B_{n}}) en combinatoire. En 1924 il reçoit le prix Bôcher pour son travail en analyse.

### Poésie et fiction
Au début des années 1920, Bell écrit quelques longs poèmes. Il écrit aussi quelques romans de science-fiction, et, de façon indépendante, invente certains des premiers artifices et des idées de ce qui deviendra un genre littéraire populaire. À cette époque, seul The purple sapphire était publié, sous le pseudonyme de John Taine ; ceci avant Hugo Gernsback et la publication du genre science-fiction. Ses autres nouvelles ont été publiées plus tard, sous forme de livres et en épisodes dans des magazines.

### Promotion des mathématiques
E. T. Bell avait à cœur d'attirer des gens vers les mathématiques. Il avait comme obstacles l'aridité supposée de cette discipline et le caractère abscons des formules (sans compter la présumée absence de femmes, contre laquelle il a fourni l'exemple de Sofia Kovalevskaïa). Il a écrit :
- Les Grands Mathématiciens, un livre d'esquisses biographiques, a attiré beaucoup de gens vers les mathématiques ; c'était son but. Cependant plusieurs historiens des mathématiques pensent qu'il a sacrifié à ce but la rigueur historique.
- Développement des mathématiques, son dernier livre, a eu moins de succès[4].
- Le Dernier Problème, de publication posthume, est un hybride entre histoire sociale et histoire des mathématiques.

## Publications

### De mathématiques
- The cyclotomic quinary quintic, Lancaster, Pennsylvania, The New Era Printing Co., 1912, 97 p. (thèse)
- An arithmetical theory of certain numerical functions, Seattle Washington, The University, 1915, 50 p.
- « Arithmetical paraphrases », dans Transactions of the AMS, 22, 1921, p. 1–30 et 198–219
- « Arithmetical equivalents for a remarkable identity between theta functions », dans Mathematische Zeitschrift, 13, 1922, p. 146–152
- Algebraic arithmetic, New York, American Mathematical Society, 1927, 180 p.
- « Existence theorems on the numbers of representations of odd integers as sums of 4 t + 2 squares », dans Journal de Crelle, 163, 1930, p. 65–70
- « Exponential numbers », dans The American Mathematical Monthly, 41, 1934, p. 411–419

### Sur les mathématiques

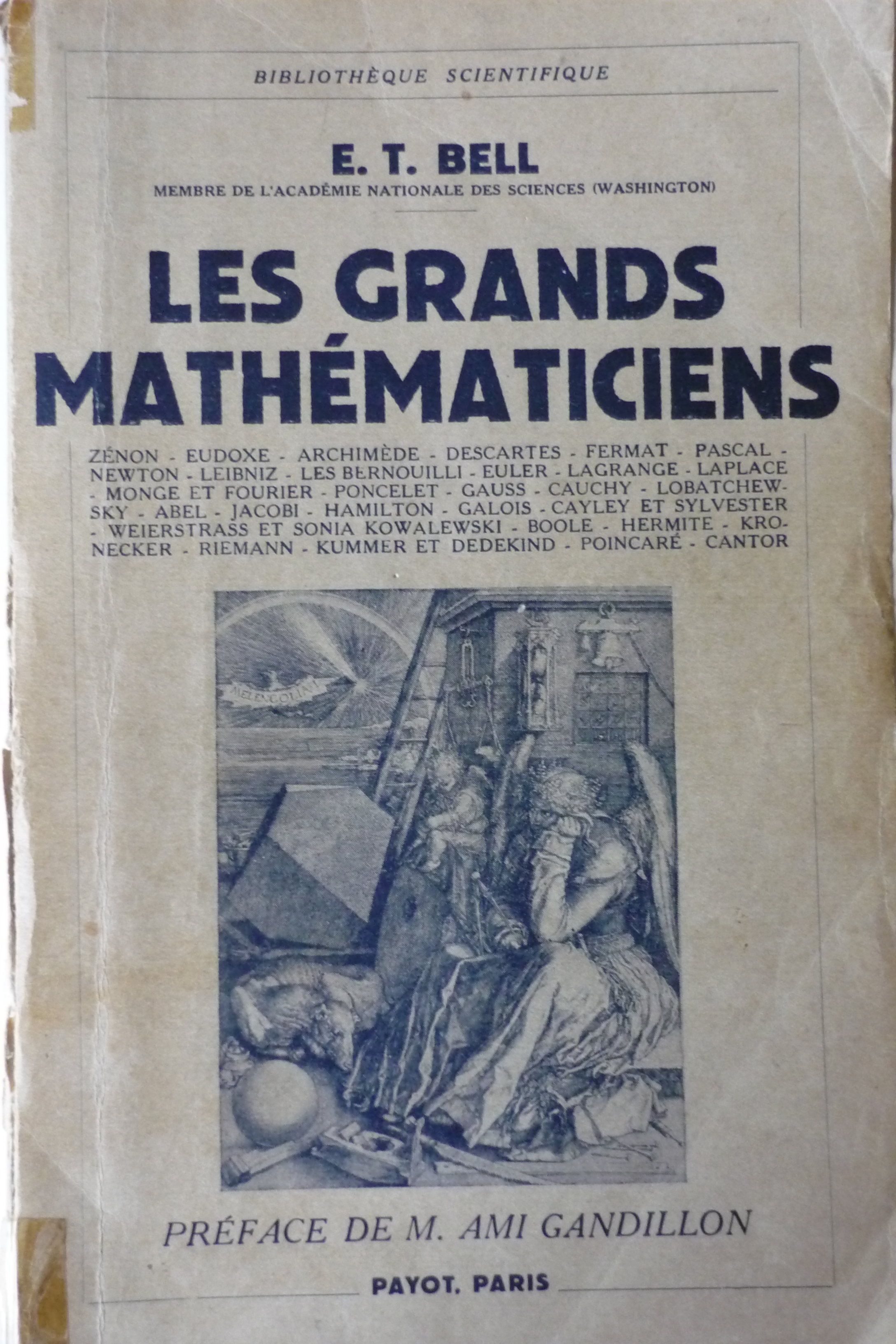
Traduction de Men of mathematics, Bibliothèque scientifique, Payot.

- Debunking science, Seattle, University of Washington Book Store, 1930, 40 p.
- The queen of the sciences, Stechert, 1931, 138 p.
  - The handmaiden of the sciences, Baltimore, The Williams & Wilkins Co., 1937Quand La reine des sciences a été épuisé, Bell l'a remplacé par La servante des sciences.
- The search for truth
  - Baltimore, Reynal and Hitchcock, 1934, 279 p.
  - Williams and Wilkins Co, 1935
- Man and his lifebelts
  - New York, Reynal & Hitchcock, 1938, 340 p.
  - George Allen & Unwin Ltd., 1935, 2e  éd., 1946
  - Kessinger Publishing, 2005
- Men of mathematics
  - New York, Simon and Schuster, 1937, 592 p.
  - (fr) Les Grands Mathématiciens, trad. et préf. d'Ami Gandillon, Payot, vii + 615 p., 1939 (rééd. 1950, 1961)
- The development of mathematics
  - New York, McGraw-Hill, 1945, 637 p.
  - Dover Publications, 1992
- The magic of numbers
  - Whittlesey House, 1946, 418 p.
  - New York, Dover Publications, 1991, 418 p.  (ISBN 0-486-26788-1)
  - Sacred Science Institute, 2006
  - (fr) La magie des nombres, trad. S. Fabre et P. Goyard, Payot, 1952, 319 p.
- Mathematics: Queen and Servant of Science (1951)
  - (fr) La mathématique, reine et servante des sciences, trad. R. de Saint-Seine, Payot, 1953, 361 p.
- The last problem
  - New York, Simon and Schuster, 1961, 308 p.
  - Mathematical Association of America, 1990,  (ISBN 0-88385-451-1), 326 p.
- Numerology, Hyperion Books, 1979,  (ISBN 0-88355-774-6), 195 p.

### Romans
- The Purple Sapphire (1924)
- The Gold Tooth (1927)
- Quayle's Invention (1927)
- Green Fire (en) (1928)
- The Greatest Adventure (1929)
- The Crystal Horde (1930)
- The Iron Star (en) (1930)
  - (fr) L'Étoile de fer, Hachette, Rayon Fantastique no 121, 1963
- The Time Stream (en)
  - (fr) Le Flot du temps, Hachette/Gallimard, Rayon Fantastique, 1957[5].
- Seeds of Life (en) (1931)
  - (fr) Germes de vie, Gallimard, Rayon Fantastique, 1953.
- Before the Dawn (1934)
  - (fr) Avant l'aube, Ed. de l'Homme, Coll. Outrepart, 1972.
- The Forbidden Garden (en) (1947)
- The Cosmic Geoids and One Other (en) (1949)
- The Crystal Horde (en) (1952)
- G.O.G. 666 (en) (1954)

### Poésie
- The Singer (1916)

### Citations
- « Time makes fools of us all. Our only comfort is that greater shall come after us[6],[7]. »
- « En mathématiques, « évident » est le mot le plus dangereux. »